# Charles Wells Russell
Charles Wells Russell (* 22. Juli 1818 in Sistersville, Tyler County, Virginia (heute West Virginia); † 22. November 1867) war ein Rechtsanwalt und prominenter konföderierter Politiker während des Amerikanischen Bürgerkriegs. Er war Mitglied der Demokratischen Partei.
Russell vertrat 1860 Virginia bei der Democratic National Convention. Als Virginia sich 1861 von der Union lostlöste, wurde er in den Provisorischen Konföderiertenkongress gewählt sowie später in den 1. und den 2. Konföderiertenkongress.
Er starb 1867 und wurde anschließend auf dem Woodlawn Cemetery in Woodlawn, Maryland beigesetzt.